# Zoran Filipović
Zoran Filipović (ur. 6 lutego 1953 w Titogradzie) – jugosłowiański piłkarz występujący na pozycji napastnika, oraz trener piłkarski.

## Kariera piłkarska
Jest wychowankiem Crvenej zvezdy, w której grał przez dziesięć lat. Trzykrotnie zdobył z nią mistrzostwo kraju oraz – w 1979 roku – awansował do finału Pucharu UEFA, w którym podopieczni Branko Stankovicia ulegli Borussii Dortmund. Jest jednym z najskuteczniejszych piłkarzy w historii Crvenej zvezdy; w 477 meczach strzelił dla niej 302 gole, w tym 39 w europejskich pucharach, co jest rekordem klubu. Na koniec rozgrywek 1976–1977 wygrał koronę króla strzelców ekstraklasy. W 1980 roku wyjechał do zespołu mistrza Belgii Club Brugge, a niedługo potem przeniósł się do Benfiki, gdzie odzyskał wysoką formę. Grał w tym klubie trzy lata. W ostatnim swoim sezonie spędzonym na Estádio da Luz wywalczył mistrzostwo i Puchar Portugalii oraz po raz drugi w karierze awansował do finału Pucharu UEFA. Zespół prowadzony wówczas przez Svena-Görana Erikssona uległ w dwumeczu RSC Anderlechtowi. Filipović zakończył piłkarską karierę trzy sezony później w barwach Boavisty.

## Sukcesy piłkarskie
- mistrzostwo Jugosławii 1973, 1977 i 1980, Puchar Jugosławii 1971 oraz finał Pucharu UEFA 1979 z Crveną zvezdą
- mistrzostwo Portugalii 1983, Puchar Portugalii 1983 oraz finał Pucharu UEFA 1983 z Benfiką
- Król strzelców ekstraklasy jugosłowiańskiej w sezonie 1976–1977 (21 goli).

## Kariera szkoleniowa
Po zakończeniu piłkarskiej kariery przez trzy lata był asystentem pierwszego trenera Boavisty. Samodzielną pracę szkoleniową rozpoczął w 1988 roku, kiedy został zatrudniony w drugoligowym SC Salgueiros. Dwa lata później zespół awansował do Superligi i jako beniamek ekstraklasy zajął w niej wysokie piąte miejsce. Później jednak podopieczni Filipovicia musieli bronić się przed spadkiem. Szkoleniowiec po sezonie – 1993–1994 – spędzonym w SC Beira-Mar (14. miejsce w lidze) powrócił do Jugosławii.
W kraju został asystentem selekcjonera reprezentacja Jugosławii Slobodana Santrača. Ich wspólnym sukcesem był awans drużyny do Mundialu 1998, na którym ich podopieczni doszli do drugiej rundy. Po turnieju Santrač został zwolniony, a Filipović rozpoczął współpracę z Vujadinem Boškovem, któremu pomagał najpierw w Sampdorii, a później – od lipca 1999 do czerwca 2000 – w reprezentacji Jugosławii.
Po nieudanym starcie na Euro 2000 Boškov wraz ze swoim sztabem złożył dymisję. Kilka miesięcy później Filipović został szkoleniowcem Crvenej Zvezdy. Zdobył z nią pierwsze w swojej szkoleniowej karierze trofeum – Puchar kraju, ale dopiero drugie miejsce w lidze spowodowało, że nie przedłużono z nim kontraktu na kolejny sezon.
Od 1 lutego 2007 roku był pierwszym w historii selekcjonerem reprezentacji Czarnogóry. Nie udało mu się awansować do Mundialu 2010 – Czarnogóra zajęła w swojej grupie przedostatnie miejsce. Dlatego też po zakończeniu gier eliminacyjnych, w styczniu 2010 roku, został zastąpiony przez Zlatko Kranjčara.

## Sukcesy szkoleniowe
- awans do Superligi w sezonie 1989–1990 oraz 5. miejsce w ekstraklasie 1991 z SC Salgueiros
- Puchar Jugosławii 2002 oraz wicemistrzostwo Jugosławii 2002 z Crveną zvezdą